# Xenia Pörtner
Xenia Pörtner (* 28. März 1932 in Wuppertal; † 23. Dezember 2005) war eine deutsche Theater- und Filmschauspielerin.

## Leben
Xenia Pörtner erhielt ihre Ausbildung an der Folkwangschule in Essen. Ihr erstes Engagement fand sie 1954 an den Wuppertaler Bühnen. Von 1955 bis 1958 war sie Ensemblemitglied des Stadttheaters Baden-Baden. Das Stuttgarter Staatstheater und das Münchener Residenztheater waren weitere Stationen ihrer Theaterkarriere.
Xenia Pörtner wirkte in zahlreichen Film-, Fernseh- und Hörspielproduktionen mit. Darunter waren der Spielfilm Fabrik der Offiziere und Franz Peter Wirths Verfilmungen von Nathan der Weise, Othello, Romeo und Julia und Egmont. Pörtner war in mehreren Folgen der Fernsehreihe Tatort zu sehen, in der Folge Wer andern eine Grube gräbt spielt sie an der Seite von Manfred Heidmann die Ehefrau des Saarbrücker Kommissars Schäfermann. In elf Folgen der Fernsehserie Der Alte sah man sie als Lebensgefährtin Anna Gautier des Kommissar Köster (Siegfried Lowitz). 1994 wirkte sie in der mit einem Grimme-Preis ausgezeichneten Serie Nur eine kleine Affäre mit.
Als Hörspielsprecherin war Pörtner in dem heute noch beachteten Hörspiel aus dem Jahr 1967 Kolonie im Meer nach dem gleichnamigen Roman von John Wyndham (Originaltitel The Kraken wakes, auch unter Wenn der Krake erwacht auf Deutsch erschienen) in der weiblichen Hauptrolle als Phyllis zu hören.
Xenia Pörtner starb am 23. Dezember 2005.

## Filmografie (Auswahl)
| - 1952: Ich warte auf Dich - 1956: Die Fahrt ins Blaue - 1958: Die Frau des Fotografen - 1960: Fabrik der Offiziere - 1961: Barbara - 1961: Siegfrieds Tod - 1963: Dumalla - 1964: Die Silberflöte - 1964: Ein Abschiedsgeschenk - 1965: Die Affäre - 1965: Das Kriminalmuseum – Die Ansichtskarte - 1966: Die fünfte Kolonne – Die ägyptische Katze - 1967: Nathan der Weise - 1968: Othello - 1968: Das Berliner Zimmer - 1968: Mördergesellschaft - 1970: Die lieben Freunde - 1970: Pater Brown – Skandal um Gloria | - 1972: Mandala - 1972: Die rote Kapelle - 1973: Tatort – Das fehlende Gewicht - 1974: Motiv Liebe – Der Mann ihres Lebens - 1974: Hamburg Transit – Ein dankbares Opfer - 1975: Der Kommissar – Der Mord an Dr. Winter - 1976: Romeo und Julia - 1977–1979: Der Alte (Elf Folgen als Anna Gautier) - 1977: Tatort – Wer andern eine Grube gräbt … - 1977: Polizeiinspektion 1 – Einstein Junior - 1978: Jauche und Levkojen - 1979: Tatort – Der King - 1982: Egmont - 1987: Ein Fall für zwei – Zorek muß schießen - 1992: Freunde fürs Leben (Zwei Folgen) - 1994: Nur eine kleine Affäre - 1996: SOKO 5113 – Der Tod der alten Dame |

## Hörspiele (Auswahl)
- 1956: Die hölzerne Schüssel
- 1958: Der Außenseiter
- 1959: Liebe und Pistolen oder Des Widerspenstigen Zähmung
- 1960: Leuchtturm 12
- 1960: Auguste
- 1960: Der ungebetene Gast
- 1960: Ein besserer Herr
- 1960: Skandal im Golfclub
- 1961: Die Hochzeit des Figaros oder Der tolle Tag
- 1964: Heilige Zeit
- 1967: Kolonie im Meer (Dreiteiliges Science-Fiction-Hörspiel)
- 1968: Die rote Stadt
- 1978: Der Traum des Thomas Feder